# Velidarivka, Ielaneț
Velidarivka (în ucraineană Велідарівка, în germană Felsenburg) este un sat în așezarea urbană Ielaneț din regiunea Mîkolaiiv, Ucraina. Satul a fost locuit de germanii pontici.  

## Demografie
Componența lingvistică a localității Velidarivka
     Ucraineană (95,13%)
     Rusă (4,87%)
Conform recensământului din 2001, majoritatea populației localității Velidarivka era vorbitoare de ucraineană (95,13%), existând în minoritate și vorbitori de rusă (4,87%).